# Hátulsó kutacs

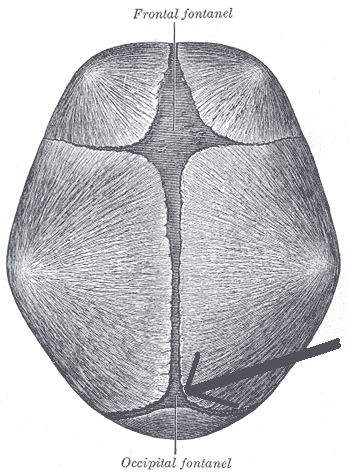
Csecsemő koponyája felülnézetből
(a hátulsó kutacsot nyíl jelzi)

A hátulsó kutacs (latinul fonticulus posterior) egy kutacs a csecsemők koponyáján, annak is a hátsó részén, ahol a lambdavarrat (sutura lambdoidea) és a sagittális varrat (sutura sagittalis) találkozik. Apró, háromszög alakú. A születésnél van fontos szerepe, ugyanis az anya méhéből (uterus) kivezető út szűk, ezért a koponyának kellően rugalmasnak és képlékenynek kell lennie ahhoz, hogy a csecsemő áthaladjon ezen az úton. A szülés után az idő előrehaladtával a kutacsok összeforrnak, addig azonban sérülékenyek.